# إل. دبليو. روبرت جونيور
إل. دبليو. روبرت جونيور (بالإنجليزية: L. W. Robert, Jr.) هو لاعب كرة قدم أمريكية أمريكي، ولد في 1889، وتوفي في 1976.